# Tibód
Tibód (románul Tibod) falu Romániában Hargita megyében.

## Fekvése
Tibód Románia középső részén, Kelet-Erdélyben, Székelyföld központi részén, a hajdani Udvarhelyszék vármegye északkeleti felében, a mai Hargita megyében terül el. Székelyudvarhelytől északnyugat irányba (7 km), a 13 A jelzésű műútból leágazó 14-es számú községi úton közelíthető meg, amely a Bosnyák-patak völgyét követi.

## Nevének eredete
A falu a hagyomány szerint Örs vezér Tibold nevű fiáról kapta a nevét.

## Története
Határában gazdag római pénzlelet, római castrum és út maradványai kerültek elő. 1910-ben 140, 1992-ben 192 magyar lakosa volt. A trianoni békeszerződésig Udvarhely vármegye Udvarhelyi járásához tartozott.

## Látnivalók
Kápolnáját 1764-ben a Török család építtette Szent Erzsébet tiszteletére. Itt született a család több neves tagja.